# Nielsen SoundScan
Nielsen SoundScan er et system til dataindsamling af salginformation for musik, der er blevet skabt af Mike Fine og Mike Shalett. SoundScan er en metode til at spore slagstal for musik og musikvideoer i USA og Canada. Dataen bliver opsamlet på ugebasis, og bliver gjort tilgængelig hver onsdag til abonnenter, som inkluderer pladeselskaber, forlag, musikforhandlere, uafhængige producere, film- og tv-selskaber og managere. Salgstal til Billboards htilsiter er baseret på opgørelser fra SoundScan, hvilket gør det til den største kilde til pladesalg i musikindustrien.